# Аманбаев, Джумгалбек Бексултанович
Джумгалбе́к Бексулта́нович Аманба́ев (кирг. Жумгалбек Бексултан уулу Аманбаев; 2 февраля 1946, с. Чаек, Тянь-Шанская область, Киргизская ССР, СССР — 11 февраля 2005) — советский и киргизский партийный и государственный деятель. Первый секретарь ЦК КП Киргизии (6 апреля — 26 августа 1991), член Политбюро ЦК КПСС (25 апреля — 23 августа 1991).

## Биография

### Образование
В 1966 окончил Киргизский сельскохозяйственный институт имени К. И. Скрябина.
В 1985 заочно окончил Академию общественных наук при ЦК КПСС. 
В 1971 защитил диссертацию на соискание учёной степени кандидата биологических наук. Тема диссертации: «Влияние минеральных веществ и некоторых других факторов на всасывательную, выделительную и моторную функции тонкого отдела кишечника овец».

### Трудовая деятельность
С 1971 г. — директор Ошской областной государственной племенной станции.
С 1973 г. первый секретарь Алайского райкома КПСС, заместитель заведующего, заведующий отдела сельского хозяйства Ошского обкома КПСС.
В 1981—1985 гг. секретарь Ошского обкома КП Киргизской ССР,
в 1985—1988 гг. секретарь ЦК КП Киргизской ССР,
в 1988—1991 гг. первый секретарь Иссык-Кульского обкома КП Киргизской ССР,
в 1990—1991 гг. председатель Иссык-Кульского областного Совета, проиграл первые президентские выборы на сессии ВС 25 октября 1990 года, во втором туре не выдвигал свою кандидатуру.
в 1991 г. первый секретарь ЦК КП Киргизской ССР. В апреле 1991 года кооптирован в состав ЦК КПСС. С апреля по август 1991 года — член Политбюро ЦК КПСС.
В 1992 — советник ген. диpектора Кыргызского pеспубликанского центра «Агробизнес».
В 1993—1995 гг. — заместитель премьер-министра Киргизской Республики.
Член ЦК КПСС (1991), член КПСС с 1972 г.
Народный депутат СССР (1989—1991).
Депутат Верховного Совета Киргизской ССР четырёх созывов, в 1989—1994 — депутат Верховного Совета КиргССР/КР.

## Награды и звания
- орден Трудового Красного Знамени (17 июля 1986)
- орден «Знак Почёта» (16 марта 1981)
- Заслуженный зоотехник Кыргызстана